# Gran Premio Palio del Recioto 2011
Il Gran Premio Palio del Recioto 2011, cinquantesima edizione della corsa e valida come evento dell'UCI Europe Tour 2011 categoria 1.2U, si svolse il 26 aprile 2011 su un percorso di 145,3 km. Fu vinto dall'austriaco Georg Preidler che terminò la gara in 3h48'58", alla media di 38,07 km/h.

## Ordine d'arrivo (Top 10)
| Pos. | Corridore         | Squadra             | Tempo    |
| ---- | ----------------- | ------------------- | -------- |
| 1    | Georg Preidler    | Tyrol Team          | 3h48'58" |
| 2    | Salvatore Puccio  | Hopplà-Truck Italia | a 10"    |
| 3    | Stefano Locatelli | Team Colpack        | a 13"    |
| 4    | Enrico Battaglin  | Zalf-Désirée        | s.t.     |
| 5    | Moreno Moser      | Lucchini-Maniva Ski | s.t.     |
| 6    | Fabio Aru         | Palazzago           | a 24"    |
| 7    | Andrea Manfredi   | Hopplà-Truck Italia | s.t.     |
| 8    | Lawrence Warbasse | Stati Uniti         | s.t.     |
| 9    | Romain Bardet     | Chambéry CF         | a 45"    |
| 10   | Benjamin Dyball   | Team Jayco-AIS      | s.t.     |